# Микрошарик
Микрошарик — небольшой (несколько микрометров) шарик из твердого вещества (стекла или тугоплавких материалов).

## Материалы

### Стекло
Наиболее используемый материал для создания микрошариков. Стеклянные микрошарики обладают высоким показателем преломления и по виду напоминают соду. Удельный вес таких шариков составляет 2.4-2.6 г/см³.

### Тугоплавкие материалы
Микрошарики из тугоплавких материалов производятся с использованием высокочастотной плазменной установки.

## Применение
- Микрошарики сделанные из стекла обладают высоким коэффициентом отражения, поэтому могут быть использованы как составная часть красок, используемых для создания дорожных разметок.
- Потоковая обработка микрошариками поверхностей различных деталей позволяет придать им идеально гладкую форму, то есть отшлифовать их.
- Качественные микрошарики имеют идеально сферическую форму, поэтому могут быть использованы в составе смазки, с целью уменьшить трение между деталями.